# Keski-Siikajärvi
Keski-Siikajärvi eller Siikajärvi är en sjö i Finland. Den ligger i kommunen Posio i landskapet Lappland, i den norra delen av landet, 700 km norr om huvudstaden Helsingfors. Keski-Siikajärvi ligger 237,4 meter över havet. Arean är 43,4 hektar och strandlinjen är 4,32 kilometer lång. Sjön  ingår i Kemi älvs huvudavrinningsområde. 